# Équipe d'Israël féminine de football
Cet article traite de l'équipe féminine. Pour l'équipe masculine, voir Équipe d'Israël de football.
Maillots
L'équipe d'Israël féminine de football est l'équipe nationale qui représente Israël dans les compétitions internationales de football féminin. Elle est gérée par la Fédération d'Israël de football.
Israël joue son premier match officieux le 27 août 1977 à Zaandam contre les Pays-Bas (défaite 12-0), tandis que le premier match officiel intervient le 2 novembre 1997 à domicile (Bat Yam) contre la Roumanie (défaite 7-0). Les Israéliennes n'ont jamais participé à une phase finale de compétition majeure de football féminin, que ce soit le Championnat d'Europe féminin de football, la Coupe du monde ou les Jeux olympiques.

## Classement FIFA
| Année              | 2003 | 2004 | 2005 | 2006 | 2007 | 2008 | 2009 | 2010 | 2011 | 2012 | 2013 | 2014 | 2015 | 2016 | 2017 | 2018 | 2019 | 2020 | 2021 | 2022 | 2023 |
| ------------------ | ---- | ---- | ---- | ---- | ---- | ---- | ---- | ---- | ---- | ---- | ---- | ---- | ---- | ---- | ---- | ---- | ---- | ---- | ---- | ---- | ---- |
| Classement mondial | 70   | 71   | 67   | 63   | 63   | 60   | 57   | 61   | 65   | 62   | 55   | 55   | 59   | 55   | 62   | 64   | 66   | 68   | 75   | 70   | 69   |